# Sachs
La Sachs, che dal 2001 ha la denominazione ZF Sachs AG è un'azienda tedesca che fa parte del gruppo ZF Friedrichshafen AG e le cui origini risalgono al 1886 con la fondazione della Schweinfurter Präzisions-Kugellagerwerke Fichtel & Sachs a Schweinfurt.
Attualmente produce frizioni e sospensioni per autoveicoli e mezzi per il trasporto pesante, ma originariamente era produttore di motociclette, biciclette e loro parti.

## Storia
L'attività iniziale dell'azienda fu indirizzata alla costruzione di cuscinetti a sfere e mozzi di bicicletta, passando in seguito anche alla costruzione di veicoli completi. Le attività relative ai cuscinetti vennero poi cedute, nel periodo tra le due guerre mondiali, alla svedese SKF mentre iniziava quella che sarebbe diventata l'attività principale della Sachs, la produzione di motori per veicoli a due ruote.

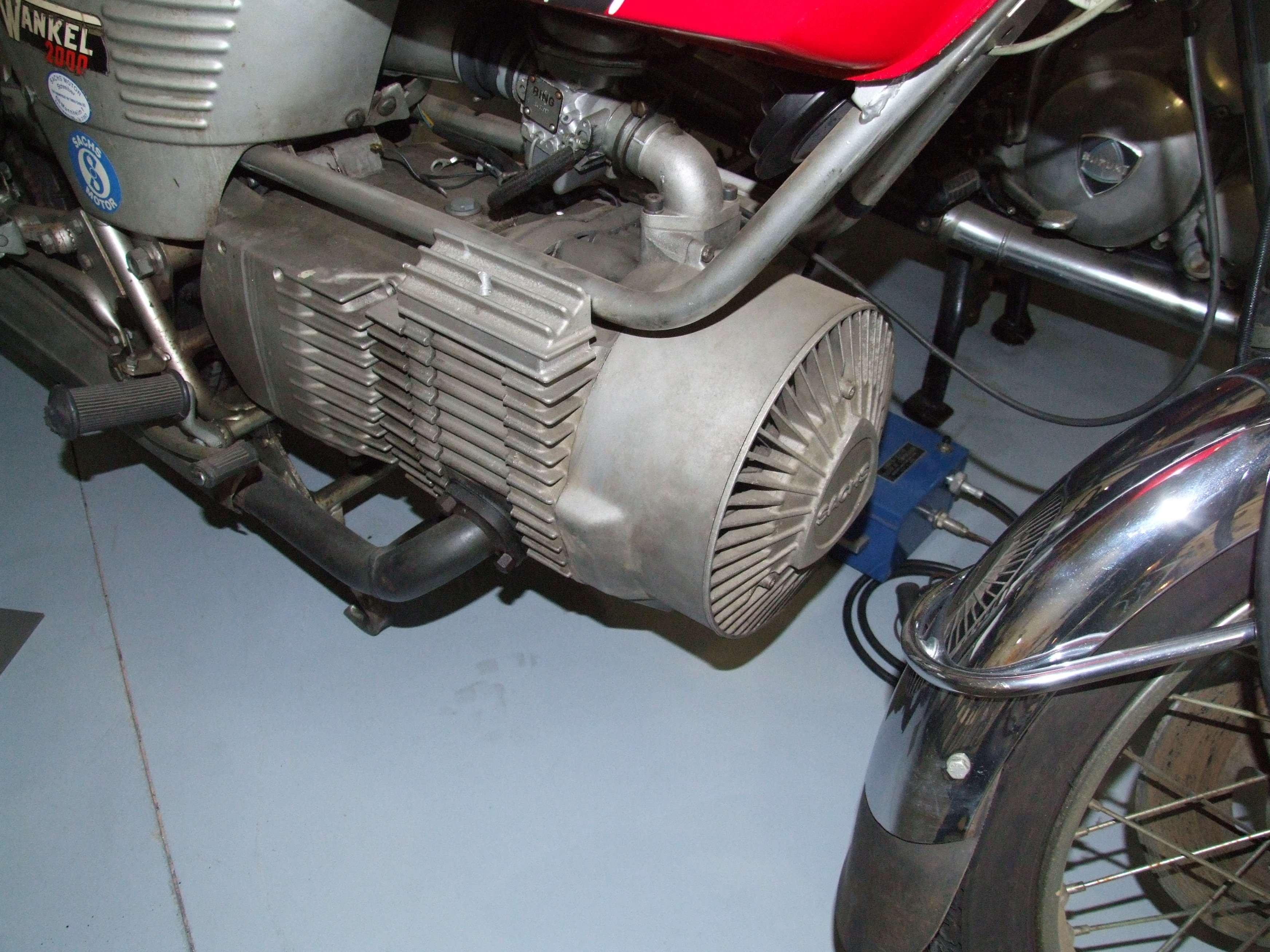
Il motore della Hercules Wankel 2000

I tipi principali e che ebbero maggior successo furono quelli a due tempi di cilindrata abbastanza ridotta fino a 400 cm³, che equipaggiarono molti modelli di motocicletta, non solo tedesche. Non furono infatti molti i modelli prodotti interamente con il proprio marchio, i numerosi successi, anche in campo sportivo, vennero più dai veicoli di altre case motociclistiche equipaggiati con i propulsori tedeschi.
Discorso a parte invece il rapporto di Sachs con un'altra azienda storica di motociclette tedesca, la Hercules, che venne acquisita, pur mantenendone il marchio, nel 1958 e in cui venne fatta confluire, pochi anni più tardi, anche la Zweirad Union che riuniva altri marchi storici del motociclismo, tra cui anche il reparto due ruote della DKW.
Le sue esperienza però variarono anche in altri tipi di propulsione; fu infatti la Sachs che sviluppò quella che fu la prima moto equipaggiata di motore Wankel rotativo che venne presentata come Hercules Wankel 2000. Vennero anche sviluppati motori diesel, sempre con ciclo a due tempi, destinati ad equipaggiare trattori agricoli.
Tra le case motociclistiche che, soprattutto negli anni settanta, utilizzarono con regolarità propulsori Sachs, vi furono tra le altre (in ordine alfabetico) Ancillotti, KTM, Maico, Milani, Moto Gori, SWM.
La produzione di motori Sachs venne terminata alla fine del XX secolo e i modelli di motocicletta tuttora in commercio con marchio Sachs Bikes sono principalmente modelli di costruzione asiatica nel settore degli scooter. Oltre alla produzione di alcuni dei suoi modelli Sachs è anche l'importatore generale del marchio francese Voxan moto, della società italiana Malaguti, della società cinese Huanan Motors e vende anche le piccole vetture del marchio Tasso.
Le sue attività attuali sono relative a componenti per autoveicoli ma la sua notorietà è indissolubilmente legata alle attività motociclistiche del XX secolo; questo settore specifico, dopo le molteplici vicissitudini che hanno caratterizzato la storia finanziaria dell'azienda è seguito da un'azienda di Norimberga, la Sachs Fahrzeug- und Motorentechnik GmbH, che ne può utilizzare il marchio storico come Sachs Bikes. Stesso destino di scorporazione è stato seguito anche dal settore che sviluppava parti di biciclette, ceduto ad un'azienda statunitense.